# 夏の終電車
「夏の終電車」（なつのしゅうでんしゃ）は、sarahの5枚目のシングル。1997年6月25日にPHOTONから発売された。

## 概要
- フォーライフ・レコードからワーナーミュージック・ジャパンに移籍してからの最初のシングル。この作品からsarahに改名した。フォーライフ・レコード所属時代はポップソングを主に歌っていたが[2]、本作以降はアンビエント調の楽曲を歌うアーティストに転身した[3]。
- TBS系列で放送されたテレビ番組『face2』のエンディングテーマとして使用された[4]。
- 失恋して列車の座席で貝殻で手首を切って自殺するという内容の歌詞となっており[5][6]、作詞担当の増山はお気に入りの詞だと述べている[5]。また、増山の作詞家としての代表曲とも述べている[7]。
- カップリングの「KITE」は、屋上から凧で滑空するという内容の歌詞となっている[8]。峰不二子や『キャッツ・アイ』からの影響を受けている[8]。sarahはこの曲の歌詞を気に入っており[9]、増山自身もお気に入りの歌詞だと述べている[9]。
- 9曲目「AFTER THE RAIN laughing edit」は隠しトラックとなっており、CDでは8曲目終了後に流れる。配信では8曲目とは別トラックとして扱われている。
- 2023年3月22日より、サブスクリプションサービスでの配信が開始された[10]。

## 収録曲
1. 夏の終電車 [5:14]
作詞：増山龍太、作曲：石川敏晴・増山龍太、編曲：NADÈGE
  - TBSテレビ系『face2』エンディングテーマ[4]
2. KITE [4:10]
作詞：増山龍太、作曲：GÉOPPO・Nadège Cellier、編曲：Abou el fida
3. AFTER THE RAIN [1:29]
作曲：Abou el fida・sarah、編曲：NADÈGE
4. 夏の終電車 dauphin mix [5:20]
作詞：増山龍太、作曲：石川敏晴・増山龍太、編曲：NADÈGE
5. 夏の終電車 kandon bandon mix [5:00]
作詞：増山龍太、作曲：石川敏晴・増山龍太、編曲：NADÈGE
6. 夏の終電車 gunascole mix [4:51]
作詞：増山龍太、作曲：石川敏晴・増山龍太、編曲：NADÈGE
7. 夏の終電車 instrumental [5:13]
8. KITE instrumental [4:11]
9. AFTER THE RAIN laughing edit [1:31]
作曲：Abou el fida・sarah、編曲：NADÈGE

## 参加ミュージシャン
| 夏の終電車 - プログラミング：Abou el fida - キーボード：森俊之 - エレクトリックギター：松原正樹 - アコースティックギター：青柳拓次 KITE - プログラミング：GÉOPPO - コーラス：Nadège Cellier AFTER THE RAIN - プログラミング：Abou el fida | 夏の終電車 dauphin mix - プログラミング：Abou el fida - キーボード：森俊之 夏の終電車 kandon bandon mix - プログラミング：Abou el fida - キーボード：森俊之 - エレクトリックギター：松原正樹 - アコースティックギター：青柳拓次 夏の終電車 gunascole mix - プログラミング：Abou el fida - キーボード：森俊之 - エレクトリックギター：松原正樹 |

## 収録アルバム
| 曲名       | 収録アルバム        | 発売日        | 規格品番  |
| ---------- | ------------------- | ------------- | --------- |
| 夏の終電車 | 『真昼の夢 夜の庭』 | 1998年8月26日 | WPC6-8391 |

## スタッフクレジット
| サウンドプロデューサー                             | NADÈGE                       |
| レコーディングエンジニア                           | Abou el fida                 |
| ミックス                                           | Abou el fida                 |
| レコーディングエンジニア（アコースティックギター） | 鎌田岳彦                     |
| レコーディングエンジニア（エレクトリックギター）   | 松原正樹、南部昌江           |
| マスタリング                                       | 小泉由香                     |
| アートディレクション                               | 信藤三雄（C.T.P.P.）         |
| デザイン                                           | Takeshi Kitazawa（C.T.P.P.） |
| フォトグラフィ                                     | 玉川竜                       |
| スタイリスト                                       | 神山広明                     |
| ヘアー&メイクアップ                                | 小西神士（KiKi inc.）        |
| アーティストマネジメント                           | ビーンズ                     |